# Liberismo
Il liberismo (detto anche liberalismo economico, liberismo economico o libertà di mercato) è un sistema economico nel quale lo Stato si limita ad assicurare funzioni pubbliche che non possono essere soddisfatte per iniziativa individuale, e a garantire con norme giuridiche la libertà economica e il libero scambio, e a offrire beni che non sarebbero prodotti a condizioni di mercato per assenza di incentivi. 
È considerato il risultato dell'applicazione in ambito economico delle idee politiche e culturali liberali, per il principio secondo cui «democrazia vuol dire anche libertà economica», proposto da Friedrich August Von Hayek. I filosofi del diritto di orientamento liberista, come Bruno Leoni, si ritengono in antitesi col pensiero di quelli di orientamento statalista, come Hans Kelsen.

## Storia
Il liberismo, nato nel XVIII secolo dalle idee dello scozzese Adam Smith, si sviluppò ampiamente nel corso dell'Illuminismo scozzese, in parziale contrasto con la scuola fisiocratica, trovò forse una sua primordiale formulazione compiuta in Inghilterra nel corso del XIX secolo spinto dalla rivoluzione industriale, dalle battaglie per la pace e per il libero commercio condotte da Richard Cobden, nemico del protezionismo economico (con l'anti-corn-law league che contribuì alla revocazione di dazi e provvedimenti protezionisti in Inghilterra e in Europa) e dell'imperialismo coloniale.

## Descrizione
Il liberismo è una filosofia orientata al libero scambio e al libero mercato, in base al quale il sistema economico non appare isolato (come nel caso di una nazione chiusa in un'economia protezionistica o autarchica), bensì come sistema aperto, affermando inoltre la tendenza del mercato medesimo ad evolvere spontaneamente verso una struttura efficiente e stabile, attraverso la "mano invisibile", in modo da massimizzare la soddisfazione di produttori e consumatori. Quindi, per il liberismo il sistema-mercato tende verso una situazione di ordine crescente.
Si oppone fermamente al mercantilismo, al socialismo, al comunismo, al nazismo, al fascismo, alla teocrazia, al verdismo e all'economia keynesiana. 
Storicamente è dunque una filosofia economica atta a sostenere e promuovere la cosiddetta economia di mercato nelle sue forme più pure. Una sua corrente di pensiero economico-politico contigua, sovente vista come versione più marcatamente anti-statalista del liberalismo e del liberismo, è quella del libertarianismo, che include anche le correnti più "estreme" che sono quella del miniarchismo, quella dell'agorismo e quella dell'anarcocapitalismo (vedi correnti del libertarianismo).

### Liberismo e liberalismo
Nella lingua italiana liberismo e liberalismo non hanno lo stesso significato: mentre il primo è una dottrina economica che teorizza il disimpegno dello stato dall'economia (perciò un'economia liberista è un'economia di mercato solo temperata da interventi esterni), il secondo è un'ideologia politica che sostiene l'esistenza di diritti fondamentali e inviolabili facenti capo all'individuo e l'eguaglianza dei cittadini davanti alla legge (eguaglianza formale).
Secondo Antonio Martino «il termine “liberista” (che non esiste in altre lingue) deve il suo successo in Italia a Benedetto Croce, che considerava la libertà economica di rango inferiore rispetto a quella politica. Tale tesi era stata peraltro già criticata anche da Einaudi, che aveva messo in luce che si trattava di una clamorosa svista del grande filosofo».
Nella lingua inglese i due concetti sono infatti sovrapposti nell'unico termine liberalism. Nella tradizione politica degli Stati Uniti, il termine liberal indica un liberalismo progressista molto attento alle questioni sociali, ma nel contempo geloso custode del rispetto dei diritti individuali. Secondo alcuni, i liberal nordamericani sono l'equivalente dei socialdemocratici europei, o, secondo un'accezione diffusa, dei liberali sociali. D'altro canto (von Hayek, La via della schiavitù, trad.it., ed. Rubbettino, Soveria Mannelli, 2011, p. 19), viene ugualmente individuata nella comune accezione statunitense del termine  liberal la messa in opera di un mero « ... mascheramento dei movimenti di sinistra ...», i quali, per poter meglio propagandare il socialismo all'interno di ambiti tendenzialmente ostili a tale ideologia, vengono ad esteriormente adottare le terminologie e le parole d'ordine del campo politicamente a loro avverso; questo, dopo averne radicalmente mutato il reale ed originario contenuto concettuale, al fine di poter rendere le relative nozioni effettivamente coincidenti, rispetto ai postulati del socialismo medesimo.
Alcuni danno come analogo inglese di liberismo il termine free trade (libero commercio). Un termine francese spesso usato in modo equivalente è laissez faire (in italiano: lasciate fare).

### Neoliberismo
Entrato in difficoltà in seguito alla crisi del 1929 e al diffondersi delle teorie keynesiane e più in generale con il diffondersi di visioni collettiviste, il liberismo ha conosciuto una rinascita negli ultimi anni del XX secolo (neoliberismo) in seguito all'affermazione della globalizzazione e - ancor più - con la rinascita della cosiddetta "Scuola austriaca" (Carl Menger, Ludwig von Mises, Bruno Leoni, Murray N. Rothbard, Friedrich von Hayek).
Da notare che tra gli ultimi due ci sono significative differenze: von Hayek sostiene che lo Stato deve intraprendere azioni per consentire la concorrenza, mentre Rothbard punta ad una forma estrema di liberismo detta anarco-capitalismo. In realtà, il termine neoliberismo è stato coniato solo molto più tardi per indicare le politiche economiche di Margaret Thatcher e di Ronald Reagan.

### Monetarismo
In alcuni autori, tra i quali il più famoso è Milton Friedman (Premio Nobel per l'economia nel 1976), il liberismo economico si associa al monetarismo, il quale svolge un ruolo che non è esattamente di governo, ma almeno di regolazione dell'economia liberista. Anche Friedman sostiene però la necessità di difesa del libero mercato e l'insostenibilità di una scissione tra liberalismo economico e politico. Nota è la sua precisazione a questo riguardo relativamente alla necessità di una garanzia delle libertà individuali in Cile come base per la sostenibilità delle riforme di tipo economico da lui suggerite al governo di Pinochet in qualità di consulente (in particolare, relative al sistema pensionistico) insieme ad altri esponenti della scuola di Chicago.

### Liberismo in Italia
Storicamente una prima forma limitata di liberismo e capitalismo si verificò negli antichi Stati italiani e nei liberi comuni con l'organizzazione delle prime importanti banche e successivamente, nel XIV secolo, con l'avvento dei primi banchieri o capitalisti; tra essi vi furono membri delle famiglie Frescobaldi, Bardi e Peruzzi e, nel secolo successivo, alcuni appartenenti alle stirpi dei Datini, Pazzi e Medici. Costoro, con i loro cospicui prestiti finanziari a sovrani francesi e inglesi, diedero l'impulso essenziale agli scambi commerciali europei. Facoltosi mercanti italiani furono i contribuenti fondamentali dello sviluppo del commercio nordeuropeo: difatti, nel 1487, Anversa si dotò di un edificio costruito per stabilirvi la prima borsa valori del mondo, ed essa fu prevalentemente frequentata da operatori italiani.
Nei secoli successivi, il concretizzarsi del liberismo non ebbe però modo di svilupparsi ulteriormente, sia in Italia che in Europa, questo a causa del succedersi delle numerose guerre e delle politiche economiche protezionistiche adottate dalle più ricche nazioni europee. Rimase perciò fondamentalmente confinato nell'ambito di teoria economica, tanto fortunata che, nel XVIII secolo, economisti e filosofi di vario tipo (come, per esempio, Ludovico Antonio Muratori o Antonio Genovesi) pubblicarono libri che ipotizzavano sistemi liberisti, anche se il termine usato per definirli era rappresentato dall'espressione liberi scambi commerciali internazionali. Questi studi furono presi quale ispirazione dall'economista Vilfredo Pareto, che successivamente analizzò i punti deboli del libero scambio e quelli dell'economia pianificata di tipo socialista, elaborando una propria originale teoria. A livello prettamente attuativo, solo una parte di politici seppe capire e promuovere i programmi liberisti. 
Tra illustri esponenti del liberismo italiano ricordiamo:
- Francesco Ferrara (1810 - 1900) economista e politico di idealità liberali e risorgimentali.
- Vilfredo Pareto (1848 - 1923), ingegnere, sociologo e economista (a lui si devono concetti quali il Principio di Pareto e l'ottimo paretiano) di pensiero liberista e anti-protezionista.
- Antonio De Viti De Marco (1858 - 1943), economista e politico di pensiero profondamente democratico e liberale (fondatore della Lega Antiprotezionista), fu deputato del Partito Radicale e fermo oppositore del fascismo (si annovera tra i soli 15 docenti italiani che rifiutarono il giuramento di fedeltà al Fascismo).
- Gaetano Mosca (1858 - 1941), conservatore, politico e filosofo, fu sostenitore di un liberismo moderato.
- Giovanni Agnelli (1866 - 1945), imprenditore industriale tra i fondatori della casa automobilistica FIAT.
- Gaetano Salvemini (1873 - 1957), storico, politico antifascista, meridionalista, federalista e precursore del socialismo liberale italiano. La sua sintesi tra pensiero socialista e liberismo è avversaria dell'accertamento e dell'intervenzionismo statale e si richiama alle idee della libertà economica come necessario e unico mezzo contro tutte le forme di protezionismo, di parassitismo politicante e burocratico, oltre che come argine al sorgere di privilegi e di monopoli d'individui, di gruppi e di categorie.
- Luigi Einaudi (1874 - 1961), economista e politico liberale (è tra i firmatari del Manifesto degli intellettuali antifascisti), difensore del liberismo e antikeynesiano (le cui teorie definì «storia scritta da un Marx in ritardo»). La sua politica economica da Ministro nel IV Governo De Gasperi pose la basi per il boom economico. Fu il secondo Presidente della Repubblica Italiana, dal 1948 al 1955.
- Ernesto Rossi (1897 - 1967) politico (aderente al Partito d'Azione e successivamente al Partito Radicale), giornalista e antifascista, tra gli autori del Manifesto di Ventotene e tra i principali promotori del federalismo europeo. Il suo pensiero coniuga liberismo e radicalismo riformatore in chiave fortemente anti-monopolista.
- Giovanni Malagodi (1904 - 1991), economista e politico del Partito Liberale Italiano.
- Mario Pannunzio (1910 - 1968), giornalista e politico tra i fondatori del Partito liberale italiano e poi del Partito Radicale.
- Bruno Leoni (1913 - 1967), filosofo del diritto ed editorialista, fu sostenitore delle idee liberiste in Italia nonché teorico politico il cui valore e fama sono particolarmente riconosciuti soprattutto negli Stati Uniti dove è annoverato tra i padri dell'Analisi economica del diritto.
- Riccardo La Conca, pioniere del liberismo libertario in Italia e fondatore di ClaustrØfØbia, giornale liberista italiano.
- Gianfranco Miglio (1918 - 2001), giurista, politologo, politico, sostenitore di idee liberali e soprattutto federaliste.
- Luigi De Marchi, psicanalista, scrittore, ideatore della Teoria liberale della lotta di classe.
- Marco Pannella (1930 - 2016), giornalista, politico, fondatore e leader del Partito Radicale, nonviolento, famoso in Italia per le sue lotte e referendum liberisti e anti-proibizionisti.

Nell'Italia dell'ultimo dopoguerra il liberismo ha avuto un ostacolo notevole costituito da una politica economica fondata sulle partecipazioni statali che dipendevano da un apposito ministero, istituito nel 1956 e abrogato da un referendum nel 1993. Successivamente tale tipo di aziende e enti statali (spesso di natura monopolistica) hanno subito forti processi di privatizzazione tramite la loro vendita a imprenditori e finanzieri. Tale fenomeno politico è stato ascritto come adeguamento ad un modello di cultura economica liberista; in realtà molto più che sul concetto di privatizzare, il liberismo è altresì propugnatore di politiche di liberalizzazione e di apertura del mercato alla concorrenza. Difatti, nell'indice della libertà economica, per diversi aspetti considerabile un "indice di liberismo", l'Italia risulta tuttora tra gli Stati meno liberi economicamente d'Europa (al 2020, 37° su 45) e terzultima tra gli Stati dell'Unione Europea.
Attualmente i partiti politici che vi si ispirano sono Italia Viva e Forza Italia. Per quanto riguarda gli ambienti accademici e culturali i principali studiosi provengono dall'Istituto Bruno Leoni.

## Critiche
Pesanti critiche al liberismo sono state mosse dal Premio Nobel per l'economia Amartya Sen, il quale avrebbe dimostrato l'impossibilità del rispetto contemporaneo dell'efficienza paretiana e del liberismo. Una risposta a Sen è venuta dal filosofo della politica Anthony de Jasay che ha contestato il teorema dell'impossibilità del liberale paretiano.

### La critica di Keynes
Nella prima metà del XX secolo John Maynard Keynes ha elaborato una forte critica al liberismo classico incapace, a suo dire, di fronteggiare le crisi economiche del sistema laddove sarebbe necessario un intervento statale di regolazione del mercato in caso di squilibri, piuttosto che la cosiddetta mano invisibile e la tendenza ad un presunto equilibrio economico generale mini invece la stabilità del tutto (l'interesse privato distorcerebbe il sistema andando contro l'interesse pubblico). Tale riflessione è alla base dell'economia keynesiana promotrice dunque di una forma di economia mista. I teorici ed economisti liberisti rispondono spesso a questa critica keynesiana col fatto che l'intervento statale nell'economia in caso di "squilibri" porterebbe a monopoli, accrescimento del potere e dell'influenza del governo, deficit, debiti ed instabilità, distorcendo i meccanismi che fissano naturalmente i prezzi nel libero mercato (vedere, ad esempio, la tesi della Scuola austriaca riguardo alla Grande depressione).

### L'obiezione di Gomory e Baumol
Nel 2000,  MIT Press pubblicò "Commercio globale e interessi nazionali in conflitto" di Ralph Gomory e William Baumol. L'articolo mostra che esiste un termine di correlazione positivo fra la produzione e produttività di una nazione in un certo settore industriale e quelle delle aziende del settore considerato. La teoria del vantaggio comparato afferma che la ricchezza delle nazioni cresce con lo scambio e la specializzazione della produzione nazionale in alcuni settori e la concentrazione in ogni nazione della produzione mondiale di alcuni settori.
Se un'azienda si espande o investimenti stranieri aprono nuove realtà, produzione e produttività della nazione nel settore crescono; se le industrie emigrano in altre nazioni, la delocalizzazione produttiva ha un impatto negativo sulla produttività del settore.
Se un'impresa apre una realtà produttiva in un altro Paese, la produttività nazionale nel relativo settore crescerà anche se l'azienda nel Paese di origine presentava una produttività inferiore a quella del luogo in cui delocalizza. Questo significa che la produttività dell'azienda si allinea con quelle delle altre presenti sul territorio.
Perciò, un'azienda che vuole migliorare la sua produttività, delocalizzerà nella nazione in cui c'è la maggiore produttività nel settore di riferimento. Analogamente, le altre concorrenti delocalizzeranno nel solito territorio, creando "spontaneamente" una concentrazione della produzione mondiale. La nazione che registra la maggiore produttività in un settore, avrà anche la più alta quota della produzione mondiale nel settore di riferimento.
La presenza di un fattore di costo o di qualità che favorisce l'offshoring, crea un vantaggio che vale per tutte le società che operano in un dato settore, e produce nuovamente una specializzazione nazionale e una concentrazione della produzione mondiale nel territorio che offre tale vantaggio.
L'obiezione al libero scambio sollevata è che la presenza di un fattore di costo favorevole induce una delocalizzazione non solo delle società di un settore, ma di tutti i settori, e una concentrazione della produzione mondiale in genere in un solo territorio. In un modello semplificato di due nazioni produttrici e tre merci, la situazione finale è quella "degenere" di una nazione che produce tutto, e l'altra che non esporta niente. Il fattore non è di un solo settore, ma è comune a tutti i settori dell'economia: l'esempio è il fattore del lavoro a basso costo in Cina, che non genera una specializzazione di Cina e Stati Uniti in settori diversi e un libero scambio fra i due, ma una delocalizzazione dagli USA e una concentrazione in Cina della produzione mondiale un po' in tutti i settori.
Interventi governativi come sussidi e altri aiuti di Stato arrivano per compensare i profitti persi dalle aziende che scelgono di non delocalizzare; il costo di questi incentivi è più che ripagato dalla produzione e dalla competitività del settore, che ne sarebbero altrimenti colpite.
I sussidi divengono controproducenti se ogni Stato replica le stesse misure a difesa della propria economia; come non vede trasferimenti di industrie all'estero, nemmeno vedrà più investimenti stranieri nel proprio territorio.
Il commercio globale per una stessa situazione di crescita della ricchezza mondiale, ammette molteplici equilibri nella distribuzione dei profitti e allocazione della produzione fra i Paesi coinvolti nel libero scambio. Tali equilibri sono stabili e perdurano anche dopo la fine di un intervento volto a rendere il Paese il "low-cost global producer".
Chi ottiene un vantaggio di costo blocca gli altri Paesi e finisce per attrarre la produzione mondiale di settore; un prezzo più basso aumenta la vendita di beni di quel Paese, accresce le economie di scala e il vantaggio di costo nei settori a monte e a valle di quello coinvolto.
Non necessariamente la produzione si sposta nel Paese più produttivo e il vantaggio di costo deriva dalla migliore tecnologia. Ottiene il vantaggio di costo il Paese che per primo inizia ad abbassare la sua curva di costo, stimolando la domanda interna, oppure la produzione e delocalizzazione dall'estero tramite sussidi.

### Inefficienza allocativa di reddito e prodotto finito
Il liberismo è criticato anche per le inefficienze nella distribuzione del reddito e dei prodotti finiti, ossia per la cumulazione di beni invenduti. I marxisti rilevano l'importanza delle crisi da sovrapproduzione e di guerre periodiche per risollevare la domanda e la produzione ai massimi livelli, e prima ancora per trovare uno sbocco sul mercato alla ricchezza prodotta e non venduta.

#### Errata previsione della domanda
Causa di un incontro inefficiente fra domanda e offerta di mercato, e conseguente accumulo di scorte, può essere un livello di domanda inferiore all'offerta e una domanda poco elastica rispetto al prezzo, al limite a causa di un mercato saturo di un determinato prodotto, generando una situazione in cui nemmeno abbassando i prezzi al costo di produzione e contraendo al minimo i suoi profitti, il produttore riesce a vendere la sua merce.

#### Massimizzazione del profitto
Un'altra causa di accumulo a scorta può essere il fatto che il produttore abbia interesse a creare una carenza artificiale del bene perché la domanda spinga i prezzi al rialzo, o a mantenerli ai livelli alti raggiunti, evitando che un eccesso di offerta abbassi il prezzo. Può essere conveniente non soddisfare interamente la domanda e accumulare a scorta.
Se la domanda fosse un dato e sia il mercato l'esercitatore di un ruolo guida, è anche vero che il produttore sceglierebbe la combinazione del prodotto prezzo-quantità, che massimizzi il suo profitto. L'incontro fra domanda e offerta avviene quando il produttore decide la quantità da immettere nel mercato e il relativo prezzo. Per disegnare la curva di offerta e stabilirne il prezzo ottimale, si intenda che il produttore già disponga della quantità necessaria a coprire quella massima rappresentata nella curva di offerta, e che i costi totali siano costi affondati al momento dell'incontro domanda-offerta. Essendo i costi totali un dato, massimizzare il profitto significa massimizzare il fatturato, ovvero il prodotto prezzo-quantità.
D'altra parte, anche l'incontro fra domanda e offerta, quando avviene nel mercato puro, secondo la teoria liberista, riguarda un'infinità di piccole imprese che hanno una stessa struttura di costo minimo non migliorabile.

#### Scorte e utilizzo delle economie legate alla quantità
Il produttore potrebbe lanciare in produzione solamente la quantità che massimizza il suo fatturato, in modo da perseguire questo obiettivo senza avere delle scorte. La presenza delle scorte non è solo legata all'imprevidibilità della domanda, che è nota in modo sufficiente solo dopoché si è iniziato a produrre.
Il produttore ha talora interesse a produrre a scorta, anche merci deperibili che andranno distrutte dopo un certo tempo, pur di sfruttare economie di scala, di scopo e di apprendimento negli approvvigionamenti di materie prime ed energia, e nel fattore lavoro. L'abbattimento dei costi fissi e di taluni variabili sono talmente rilevanti da ripagare il costo variabile (e la perdita) dei prodotti messi a scorta.

### Interesse a colludere
È dimostrato che le imprese hanno interesse a colludere, vale a dire non hanno interesse farsi concorrenza quanto a mettersi d'accordo su prezzi e quantità (e qualità) dei prodotti per dividersi le quote di mercato ed evitare una guerra di prezzo, ottenendo profitti mediamente più alti. Dall'incontro delle curve della domanda e offerta di mercato viene fissato un punto di equilibrio stabile in termini di prezzo di vendita e di quantità venduta del bene: (a parità di costo), il prezzo e quindi il ricavo e il profitto risultante per i produttori sono in ordine decrescente: monopolio, duopolio, oligopolio, dalla concorrenza monopolistica, mentre la libera concorrenza si colloca al livello più dei profitti più bassi. Ciò è vero nei mercati in cui la domanda è scarsamente elastica rispetto ad un aumento dei prezzi, in cui un prezzo di equilibrio più alto non determina di contro una contrazione della quantità.
Nel modello delle 5 forze competitive di Porter, l'asprezza della competizione è data dal numero di concorrenti ed è collegata ad una contrazione dei profitti. Pertanto, un singolo produttore ha un interesse teorico a fare concorrenza se questa situazione di libera concorrenza è temporanea per cui la pressione competìtitva tende a ridursi in tempi rapidi, vale a dire se il suo vantaggio sui costi e sulla qualità rispetto ai concorrenti è tale da portarlo in tempi rapidi a sottrarre quote di mercato agli altri produttori, fino a portarne fuori mercato un certo numero (o tutti) per venire a trovarsi in una situazione di oligopolio (o di monopolio).
Diversamente, se una impresa non ha maggiori possibilità di "imporsi" rispetto ad un'altra nel mercato, i produttori hanno un interesse a colludere su quantità e prezzi, e a praticare intese restrìttive alzando barriere all'ingresso di nuovi potenziali concorrenti nel mercato. 
Se l'impresa tende a massimizzare il profitto, tenderà ad un comportamento anticoncorrenziale, volto a ridurre il numero di concorrenti, e al limite ad arrivare al monopolio. Se questo non le è possibile, la collusione di prezzo e quantità prodotta, garantisce un profitto maggiore del libero mercato, anche fra un numero elevato di imprese come avviene in regime di concorrenza perfetta.
Proprio l'ipotesi di razionalità e simmetria informativa formulate per la concorrenza perfetta, garantiscono che i produttori, ancorché in numero elevato, non hanno grandi difficoltà a conoscere i prezzi dei concorrenti e a colludere, allineandosi con quello più alto presente sul mercato.